# Mamoea westlandica
Mamoea westlandica là một loài nhện trong họ Amphinectidae. Loài này phân bố ở New Zealand.